# پنه‌لوپه هیوستون
پنلوپه هیوستون (انگلیسی: Penelope Houston؛ زادهٔ ۱۷ دسامبر ۱۹۵۸) یک موسیقی‌دان اهل ایالات متحده آمریکا است.